# Кирха в Молосковицах
Кирха в Молосковицах (Белая кирха) — несохранившаяся лютеранская церковь в деревне Молосковицы Волосовского района Ленинградской области, центр прихода Молосковица (фин. Moloskovitsa) Евангелическо-лютеранской церкви Ингрии.

## История
Лютеранская община в деревне Молосковицы была образована в 1630-е годы во времена шведского правления.
В 1632 году в приходе Молосковица была возведена каменная кирха на 400 мест, самая старая в Западной Ингерманландии. Здание было построено из белого известняка, поэтому в народе она называлась «Белая кирха» (фин. Valkeakirkko).
Некоторое время к приходу Молосковица были причтены два капельных прихода: Новасолкка (с 1759 по 1834 год) и Унадица (фин. Unaditsa). В начале XIX века существовало даже два пастората. Но впоследствии национальный состав населения начал меняться, крепостных крестьян стали переселять на новые места и приход Унадица был ликвидирован, а приход Новасолкка стал самостоятельным. Также в XIX веке к приходу Молосковица была приписана финская капельная церковь в деревне Зимитицы (закрыта в 1930-е годы).
В 1860-х годах национальный состав прихода был практически однородным, за исключением 71 немца, все остальные прихожане были ингерманландцы-савакоты.
В 1865 году в приходе состояло 2469 человек. Приход входил в Западно-Ингерманландское пробство.
С начала 1874 года в приходе начались регулярные службы на эстонском языке, так как во второй половине XIX века на территорию прихода переехало большое количество эстонцев-арендаторов.
В 1877 году прихожанин Миккели Т. Харью пожертвовал на ремонт церкви 7000 рублей и организовал строительство новой кирпичной колокольни.
В 1890 году в приходе Молосковица открылась воскресная школа.
В 1896 году в приходе было основано общество трезвости.
В 1901 году прихожанин Пентти Кекки со своим сыном Юхани пожертвовали церкви 8000 рублей.
В 1902 году на средства и по чертежам пробста К. Паландера в храме был выполнен капитальный ремонт. В ходе ремонта были установлены печи, но общая высота крыши, включая готическое завершение, была понижена, вследствие чего кирха утратила свой привычный вид.
В 1907 году в приходе Молосковица было 2350 прихожан, в 1917 году — 2537.
Богослужения не проводились с августа 1937 года.
В октябре 1938 года кирха была закрыта и использовалась под клуб.
Службы возобновлялись в период немецкой оккупации с 1942 год по 1943 год.
Здание кирхи руинировано, восстановление не планируется.

### Современность
В 2011 году, в честь 400-летия Евангелическо-Лютеранской церкви Ингрии, на руинах кирхи состоялось первое в современной истории церкви богослужение.
В конце 2024 года руины кирхи и участок земли под ней решением Совета депутатов Большеврудского сельского поселения были переданы в собственность Евангелическо-Лютеранской церкви Ингрии.
В мае 2025 года лютеране из Санкт-Петербурга и Ленинградской области провели здесь субботник и богослужение под открытым небом. Службу вёл пастор Александр Кудрявцев.

## Прихожане
Приход Молосковица (фин. Moloskovitsa) в 1900-е годы включал в себя 76 деревень:

Аракюля, Беседа, Большая Вруда, Брюховицы, Буяницы, Введенское, Верницы, Волпи, Гакина Гора, Голубовицы, Горицы, Горки, Горошкино, Домашковицы, Загорицы, Зимитицы, Ильеши, Кандакюля, Каложицы, Княжево, Коноховицы, Котино, Красницы, Кряково, Курск, Кудрино, Лаговицы, Лелино, Лопец, Малая Александровка, Малая Пежевица, Молосковицы, Морозово, Муромицы, Новое Кудрино, Новые Красницы, Новые Смолеговицы, Нозерицы, Неревицы, Нетобицы, Овинцево, Озертицы, Оровка, Ославье, Остроговицы, Пежевицы, Пелесово, Пелтола, Плещевицы, Поддубье, Полобицы, Прологи, Радицы, Раскулицы, Рекково, Робитицы, Рогатино, Руссковицы, Смёдово, Смердовицы, Старые Смолеговицы, Стойгино, Сумск, Сяглицы, Сягло, Терпилицы, Тресковицы, Тухово, Ухора, Химосово, Хотыницы, Череповицы, Чирковицы, Шуговицы, Яблоницы, Ямки.

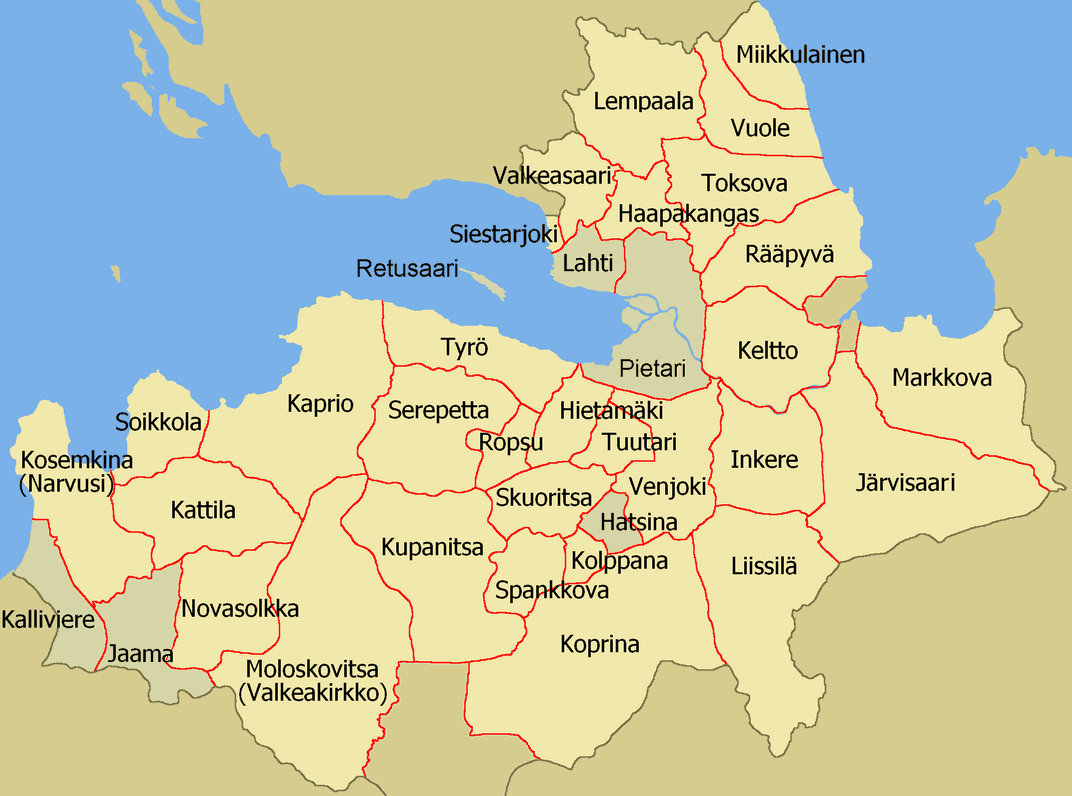
Карта приходов Церкви Ингрии (1930-е годы)

Изменение численности населения прихода Молосковица с 1842 по 1928 год:

## Духовенство
| Настоятели прихода | Настоятели прихода                              |
| Даты               | Пастор                                          |
| ------------------ | ----------------------------------------------- |
| 1661—1673          | Георг Шродерус                                  |
| 1685—1695          | Энгелбрехт Маттие                               |
| 1702—1708          | Йоханнес Говиниус (капеллан, пастор)            |
| 1722               | Йоханнес Говиниус (капеллан, пастор)            |
| 1724—1760†         | Рейнхолд фон Холль (настоятель)                 |
| 1740—1765†         | Андерс Нордстрём (пом. пастора, пастор)         |
| 1760—1773†         | Хенрик Хенделиус (пом. пастора, пастор)         |
| 1765—1791†         | Микаэль Сальмстейн (пом. пастора, пастор)       |
| 1773—1782          | Эрик Йохан Паркон (пом. пастора)                |
| 1782—1794†         | Эрно Фабиан Нордстрём (пом. пастора, пастор)    |
| 1791—1819†         | Андреас Берг (пом. пастора, пастор)             |
| 1794—1795          | Хенрик Йохан Ускелин (и. о. пастора)            |
| 1796—1801†         | Олоф Эмануэль Кастрен (пом. пастора)            |
| 1802—1807          | Йохан Шонберг (адъюнкт)                         |
| 1803—1817          | Андерс Берг (пастор)                            |
| 1816—1845          | Йохан Сундблад (адъюнкт, и. о. пастора, пастор) |
| 1822               | Йохан Эмануэль Пасселберг (адъюнкт)             |
| 1835               | Андерс Йохан Мальмстедт (адъюнкт)               |
| 1846—1900†         | Карл Эдвард Паландер (пастор, пробст)           |
| 1852               | Вилхелм Виктор Перониус (и. о. пастора)         |
| 1853—1854          | Йохан Людвиг Николаус Грюндстрём (адъюнкт)      |
| 1862               | Виктор Вилхелм Линдквист (адъюнкт)              |
| 1884               | Петер Фредерик Вилхелм Ашан (адъюнкт)           |
| 1888               | Маттиас Йохан Эйсен (адъюнкт)                   |
| 1889—1890          | Джон Вальдемар Густафссон (адъюнкт)             |
| 1895—1896          | Куста Халлио (адъюнкт)                          |
| 1896—1898          | Алексантери Вехнияйнен (адъюнкт)                |
| 1898—1900          | Альбин Вильякайнен (адъюнкт)                    |
| 1900—1901          | Юхо Варонен (и. о. пастора)                     |
| 1901—1911†         | Йохан Эдвард Швиндт (настоятель)                |
| 1913—1919          | Фритьёф Георг Слёёр (и. о. пастора, пастор)     |
| 1920—1923          | Микко Корпелайнен                               |
| 1924—1927          | Лео Йоханнес Шульц                              |
| 1924—1931          | Алексантери Сойтту                              |
| 1931—1935          | Лео Йоханнес Шульц (расстрелян).                |

## Фото

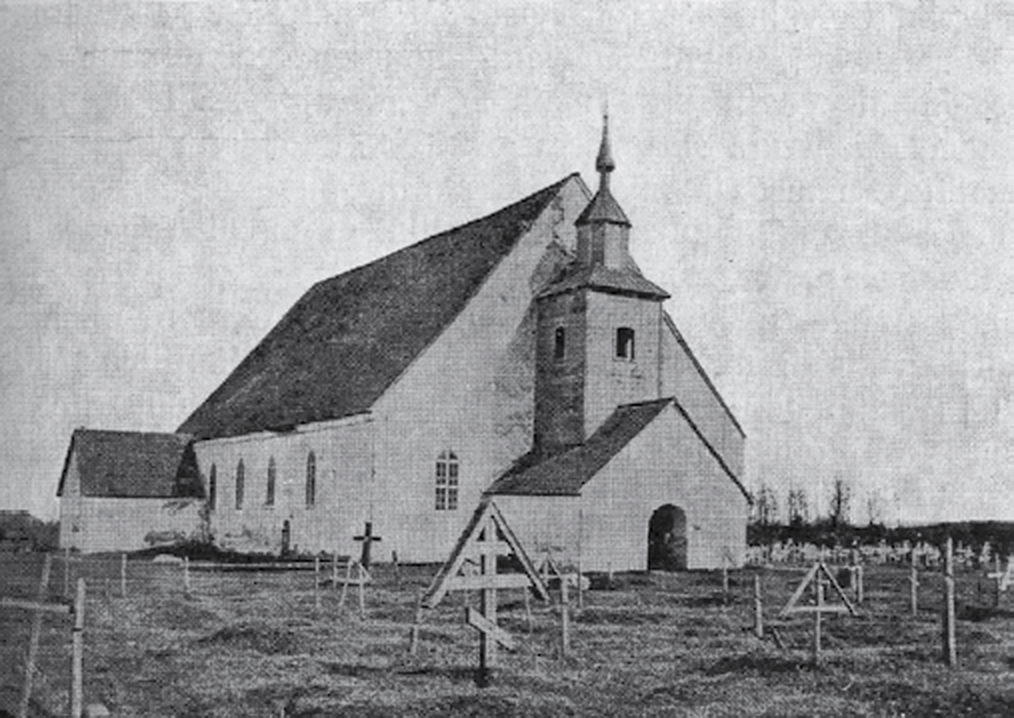
Кирха до ремонта. 1870 год
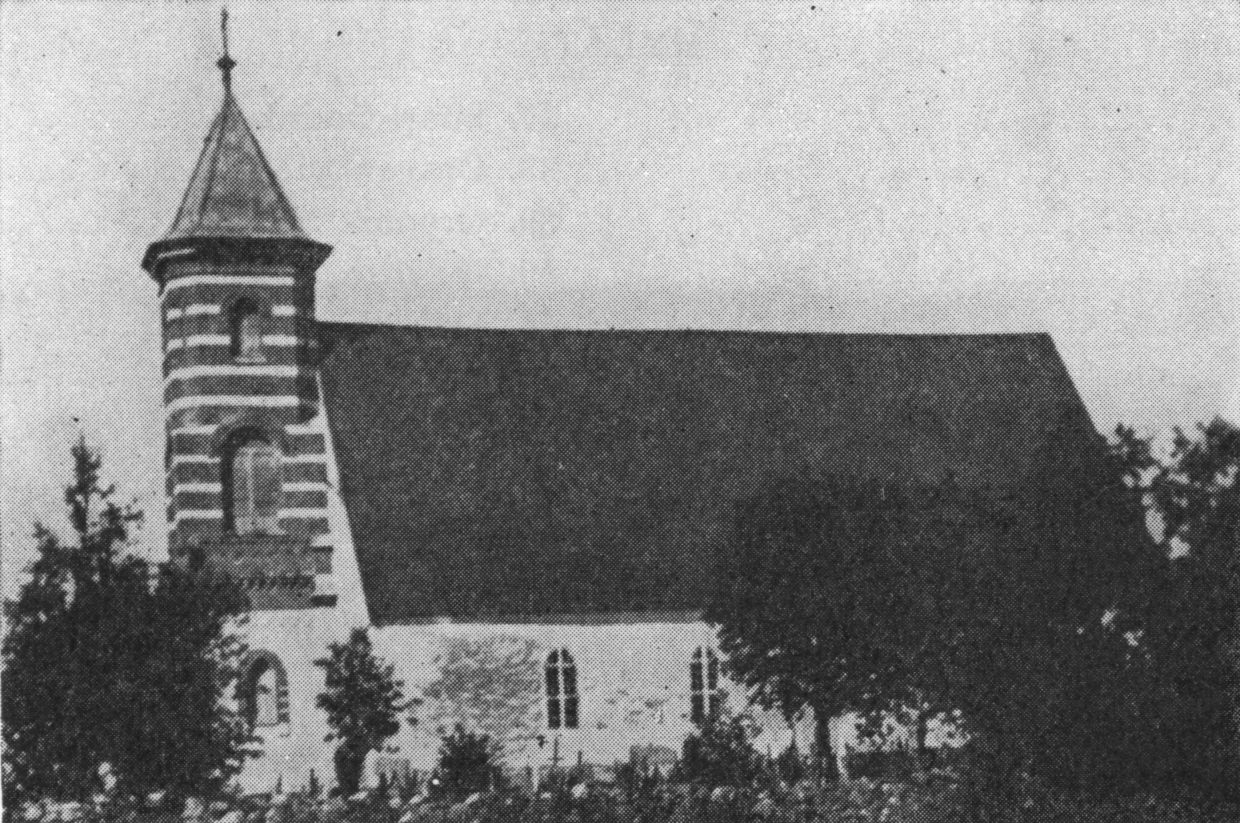
Кирха во время ремонта. 1902 год
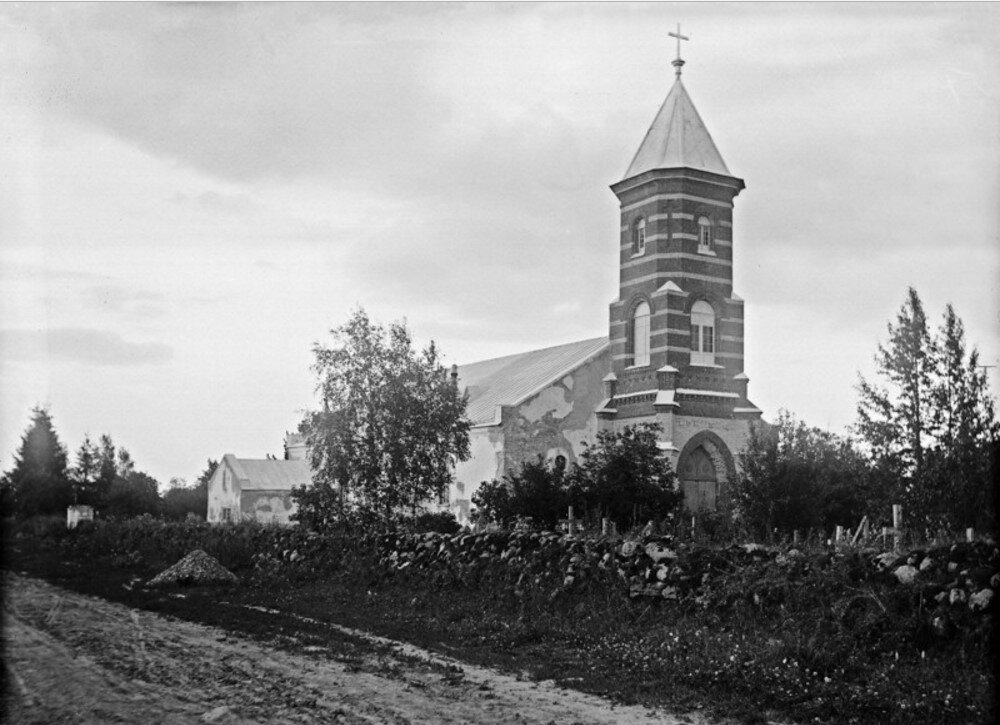
Кирха после ремонта. 1911 год
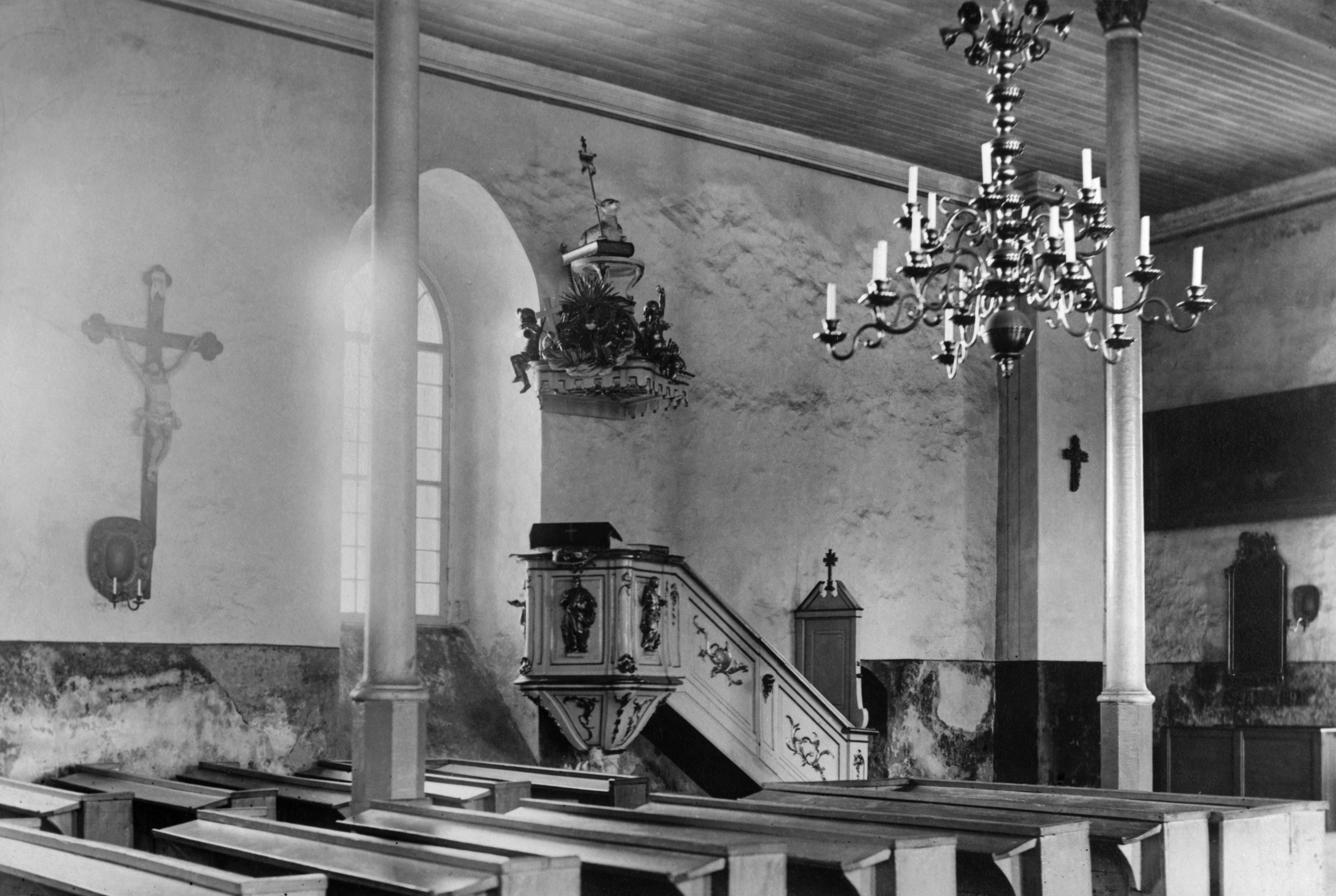
Интерьер кирхи. 1910-е годы
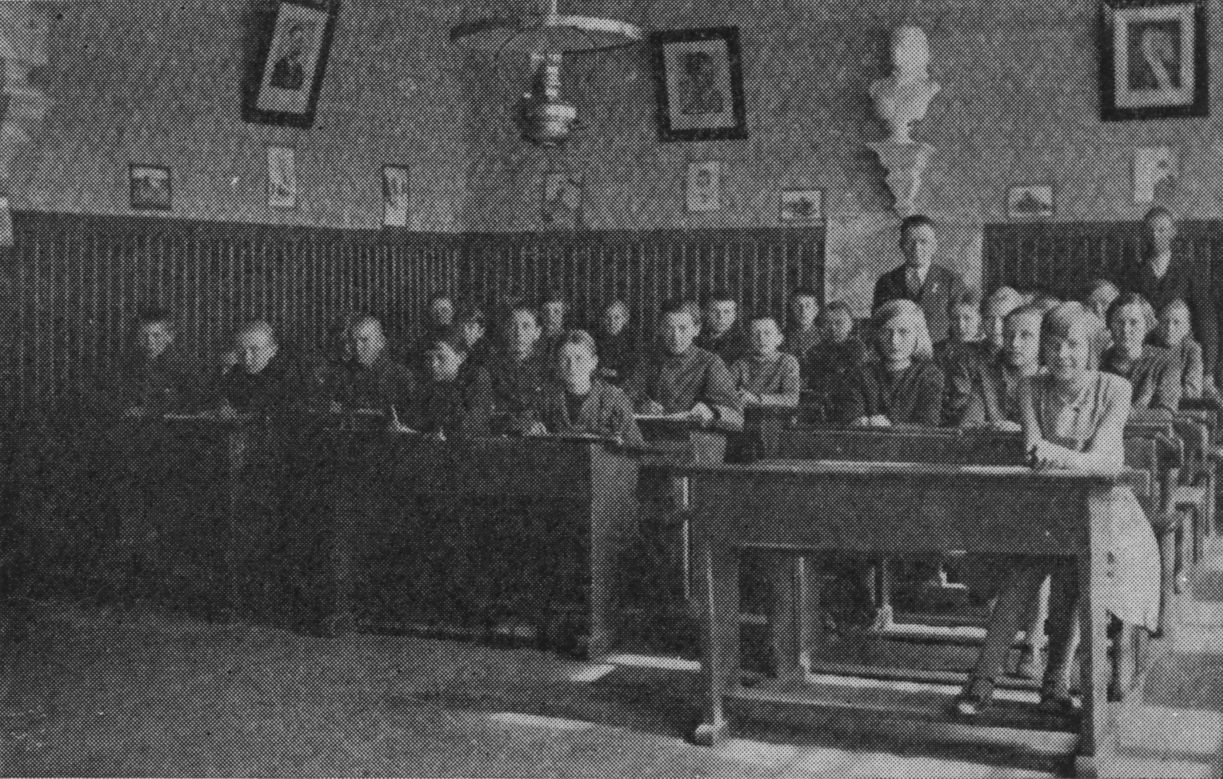
Приходская школа. 1910-е годы
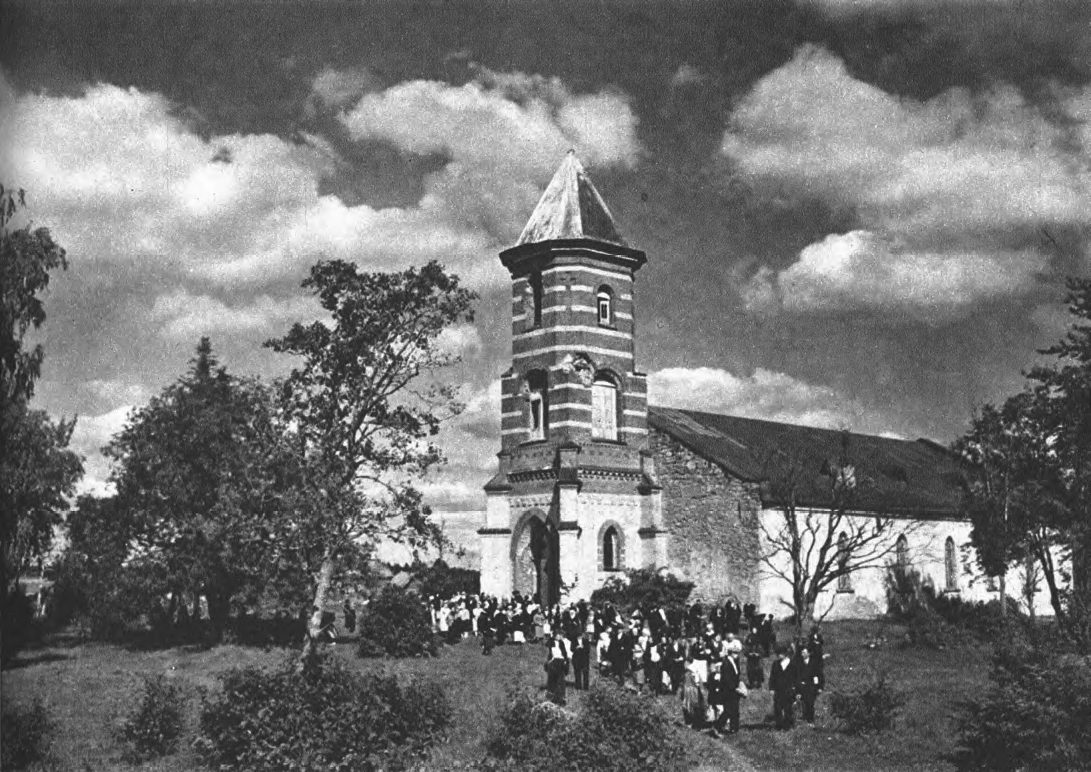
Кирха прихода Молосковица. 1943 год
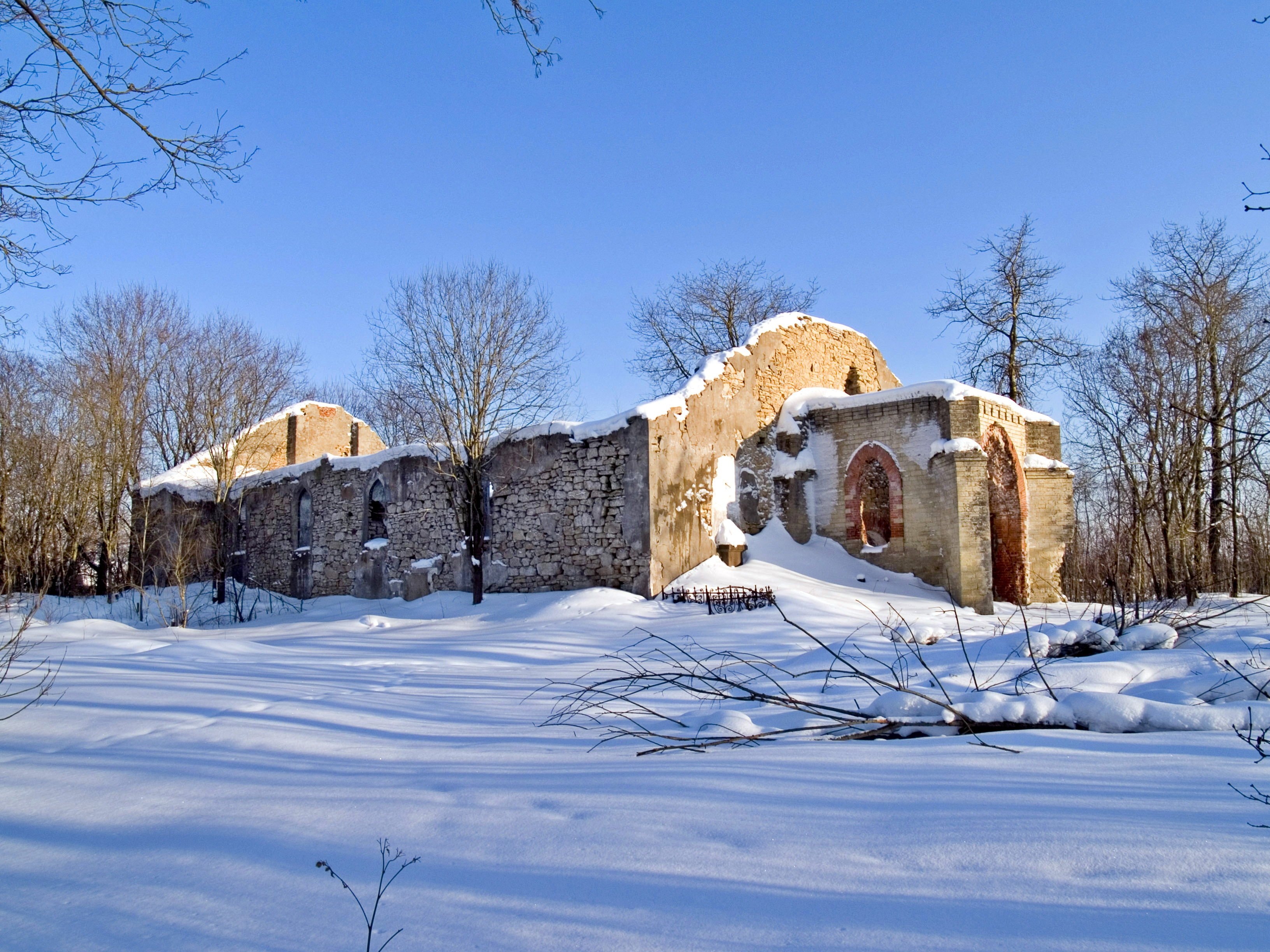
Молосковицкая кирха в 2006 году